# Distretto di N'gauma
Il distretto di N'gauma è un distretto del Mozambico, facente parte della Provincia di Niassa.